# Tipula tetraptera
Tipula tetraptera är en tvåvingeart som beskrevs av Antoine Risso 1826. Tipula tetraptera ingår i släktet Tipula och familjen storharkrankar. Inga underarter finns listade i Catalogue of Life.